# Doris Meister
Doris Meister (* 9. Januar 1952 in Großostheim) ist eine ehemalige deutsche Schwimmerin und Olympiateilnehmerin.
Die 1,68 m große und 59 kg schwere Athletin gewann 1967 die deutsche Meisterschaft über 100 m Rücken.
Im darauffolgenden Jahr startete sie über dieselbe Strecke bei den Olympischen Spielen in Mexiko-Stadt, wo sie unter 40 Athletinnen auf Platz 30 kam. Ihre Zeit: 1:14,1 min.